# Lauterniederung
Das Naturschutzgebiet Lauterniederung ist eine bedeutende Schutzregion und liegt in den Landkreisen Germersheim und Südliche Weinstraße in Rheinland-Pfalz.

## Der Fluss Lauter
Die Lauter ist ein Nebenfluss des Rheins, der als Wieslauter im Pfälzerwald beginnt und die oberrheinische Tiefebene durchquert, mit einer Gesamtlänge von 74 Kilometern.
Das Naturschutzgebiet Lauterniederung stellt einen wichtigen Beitrag zum Erhalt der ursprünglichen Auenlandschaften in der oberrheinischen Tiefebene dar und bietet Lebensraum für zahlreiche auf Feuchtgebiete angewiesene Pflanzen- und Tierarten.

## Lage und Größe
Das etwa 207 ha große Gebiet, das im Jahr 1982 unter Naturschutz gestellt wurde, erstreckt sich zwischen dem Flughafen der Ortsgemeinde Schweighofen im Nordwesten und der Ortsgemeinde Scheibenhardt im Südosten entlang der Lauter. Unweit nördlich verläuft die Landesstraße 545 parallel zum Naturschutzgebiet.

## Naturräumliche Ausstattung und Schutzzweck
Das Naturschutzgebiet zeichnet sich durch eine vielfältige Auenlandschaft aus. Schutzzweck ist die Erhaltung der Talaue der Lauter mit dem noch naturnahen Gewässerbett, den Erlenbruchwäldern, Schilf- und Riedflächen, ausgedehnten Sukzessionsflächen auf ehemaligen Streuwiesen und einem Moor, die als Standorte seltener Pflanzenarten, Pflanzengesellschaften und Lebensraum seltener Tierarten gelten, so wie aus wissenschaftlichen Gründen.
Hier vorkommende Pflanzenarten sind z. B.:
- Gelbe Wiesenraute (Thalictrum flavum)
- Schmalblättriges Wollgras (Eriophorum angustifolium)
- Sumpf-Lappenfarn (Thelypteris palustris)
- Blutauge (Comarum palustre)
- Wassernabel (Hydrocotyle vulgaris)
- Breitblättriges Knabenkraut (Dactylorhiza majalis)
- Röhriger Wasserfenchel (Oenanthe fistulosa)

Hier beheimatete Tierarten sind z. B.:
- Gefleckte Smaragdlibelle (Somatochlora flavomaculata)
- Großer Feuerfalter (Lycaena dispar)
- Spanische Flagge (Euplagia quadripunctaria)
- Kamm-Molch (Triturus cristatus)
- Neuntöter (Lanius collurio)
- Eisvogel (Alcedo atthis)